# مجلس الأعمال الروسي العربي
مجلس الأعمال الروسي العربي هي هيئة تعمل على تطوير التعاون الاقتصادي والتجاري بين مؤسسات الأعمال الروسية والعربية ويساعد في إقامة اتصالات العمل بين رجال الأعمال. جرى توقيع اتفاقية إقامة مجلس الأعمال الروسي العربي بين الغرفة التجارية الصناعية في روسيا الاتحادية والاتحاد العام لغرف التجارة والصناعة والزراعة للبلاد العربية في عام 2002.
1. ↑  عن المجلس نسخة محفوظة 28 مايو 2017 على موقع واي باك مشين.